# NGC 5300
NGC 5300 је спирална галаксија у сазвежђу Девица која се налази на NGC листи објеката дубоког неба.
Деклинација објекта је + 3° 57' 2" а ректасцензија 13h 48m 15,9s. Привидна величина (магнитуда) објекта NGC 5300 износи 11,8 а фотографска магнитуда 12,5. Налази се на удаљености од 22,575 милиона парсека од Сунца. NGC 5300 је још познат и под ознакама UGC 8727, MCG 1-35-38, CGCG 45-108, IRAS 13457+0411, PGC 48959.